# 瀬川昌久
瀬川 昌久（せがわ まさひさ、1924年〈大正13年〉6月18日 - 2021年〈令和3年〉12月29日）は、日本の評論家。評論対象は、音楽（特にジャズ）、映画、ミュージカルと幅広い。日本ポピュラー音楽協会名誉会長。『月刊ミュージカル』（ミュージカル出版社）元編集長。

## 概要
東京府出身。学習院初等科、中等科、高等科、東京帝国大学法学部を通じて三島由紀夫と交流があった。
1944年（昭和19年）、学徒出陣となり海軍に入営。1945年（昭和20年）の敗戦後は引揚者の輸送任務を行う氷川丸に乗務。乗組員らを慰労するため日本劇場にて公演していたバンドを船内に招いてジャズコンサートを行った。
1950年（昭和25年）東京大学法学部卒業後、富士銀行に入行する。
1953年（昭和28年）、ニューヨークに赴任。チャーリー・パーカーやデューク・エリントンらの演奏に触れ評論活動を開始。
特に戦前ジャズのレコードの発掘と紹介に努めた。『レコード・コレクターズ』（ミュージック・マガジン）誌に多数寄稿する。
1979年（昭和54年）、富士銀行退職後は、音楽関連レクチャーやコンサートの企画などを精力的に行った。
2015年（平成27年）、文化庁長官表彰を受けた。
2016年（平成28年）1月23日、『瀬川昌久自選著作集1954-2014』出版記念と文化庁長官表彰のお祝いの会が開かれた際には、湯川れい子が祝辞を述べた。著書での対談相手を務めた蓮実重彦も功績をたたえた。
2021年（令和3年）12月29日午後3時54分、肺炎のため東京都新宿区の自宅で死去。97歳没。

## 著書
- 『ジャズで踊って―舶来音楽芸能史』（サイマル出版会、1983年） ISBN 978-4377406061
  - 『舶来音楽芸能史―ジャズで踊って』（清流出版、2005年） ISBN 978-4860291396 増補復刻版
  - 『ジャズで踊って―舶来音楽芸能史』（草思社文庫、2023年） ISBN 978-4794226853 完全版
- 『瀬川昌久自選著作集 チャーリー・パーカーとビッグ・バンドと私 1954-2014』（河出書房新社、2016年） ISBN 978-4309276779

### 共著・編・監修
- 『野口久光ベストジャズ』（全3巻）音楽之友社、1995年 ※編者
- 『一冊でわかる ミュージカル作品ガイド100選』監修（成美堂出版、2001年） ISBN 978-4415016962
- 『ジャズに情熱をかけた男たち―ブルーコーツ70年の歩み』（長崎出版、2004年） ISBN 978-4860950477 ※編著でミュージック・ペンクラブ賞ポピュラー部門著作出版物賞受賞
- 『日本ジャズの誕生』（青土社、2008年） ISBN 978-4791764570 ※大谷能生との共著
- 『日本のジャズは横浜から始まった 連続講義瀬川昌久vs柴田浩一』ジャズ喫茶ちぐさ、Chigusa Records 編 (ジャズ喫茶ちぐさ・吉田衛記念館、2015年） ISBN 978-4990875015
- 『アメリカから遠く離れて』（河出書房新社、2020年） ISBN 978-4309291109 ※蓮實重彦との対談集

## レコード、CD
- VA 東京の屋根の下〜僕の音楽人生 1948〜1954（レーベル：ビクターエンタテインメント、品番：VICL-61066〜61067, 2003年） ※解説
- 唄うエノケン大全集〜蘇る戦前録音編〜（レーベル：ユニバーサルインターナショナル、品番：UICZ-4080〜4081, 2003年） ※監修
- VA「日本のジャズ・ソング〜戦前篇・創生期のジャズ〜」（レーベル：BRIDGE、品番：BRIDGE066, 2006年）
- VA「日本のジャズ・ソング〜戦前篇・二世ジャズシンガー川畑文子〜」（レーベル：BRIDGE、品番：BRIDGE067, 2006年）
- VA「日本のジャズ・ソング〜戦前篇・ジャズシンガー・トップレディース・トップガイズ〜」（レーベル：BRIDGE、品番：BRIDGE070, 2006年）
- VA「日本のジャズ・ソング〜戦前篇・栄光のコロムビア ジャズミュージシャン/ステージショーのスター達〜」（レーベル：BRIDGE、品番：BRIDGE071, 2006年）
- VA「日本のジャズ・ソング〜戦前篇・服部良一和製ジャズ・コーラス傑作集/戦時下の和製ポピュラー南海音楽」（レーベル：BRIDGE、品番：BRIDGE074, 2006年）
- VA「日本のジャズ・ソング〜戦前篇・スウィングする二世歌手と戦中かくれジャズの軽音楽」（レーベル：BRIDGE、品番：BRIDGE083, 2007年）
  - 「日本のジャズ・ソング」シリーズはLP-BOX「日本のジャズ・ソング〜戦前篇〜」（監修：野口久光、構成：瀬川昌久、1976年、日本コロムビア）のCD復刻
- 瀬川昌久監修 スウィング! プレゼンツ グレン・ミラー・ベスト（レーベル：RCA、品番：BVCJ-38137, 2007年）
- 川畑文子「泣かせて頂戴〜コケティッシュ・エキゾチック篇〜」（レーベル：BRIDGE、品番：BRIDGE187, 2011年） ※監修
- 川畑文子「GOODY GOODY〜JAZZ スタンダード篇〜」（レーベル：BRIDGE、品番：BRIDGE188, 2012年） ※監修
- 川畑文子「貴方とならば・月光價千金〜映画・ステージショー篇〜」（レーベル：BRIDGE、品番：BRIDGE189, 2012年） ※監修

## ラジオ
- DAISYWORLD（2001年8月12日放送・J-WAVE・DJ：細野晴臣）出演
- トランス・ワールド・ミュージック・ウェイズ（2009年2月21,22日放送・FM仙台、FM静岡、MUSICBIRD Cross Culture(11-1)） ※大谷能生との共演
- 菊地成孔の粋な夜電波（2016年3月5日放送・TBSラジオ・DJ：菊地成孔）出演

## レクチャー、イベント、コンサート
- JAZZ倶楽部 in 東大島（於 江東区東大島文化センター・2002年1月 - 3月）
- ジャズ入門講座（於 入間市立久保稲荷公民館・2006年6月11日）
- サッチモとたどるジャズ歴史 第4回『スイング・ザット・ミュージック』 1935年〜1945年（於アテネフランセ文化センター・2008年10月29日）
- 横浜開港150周年記念講演：横浜とジャズ（横浜市鶴見会館・2009年2月19日）

## 家族・親族
- 祖父 瀬川昌耆 - 医学者
- 祖母 瀬川寿々 - 工学博士厚木勝基 叔母
- 伯父 瀬川昌世 - 医学者
- 叔母 瀬川順子 - 男爵小池正晁 妻
- 父 瀬川昌邦 - 実業家
- 長弟 瀬川昌治 - 映画監督、脚本家[4]
- 二弟 瀬川昌昭 - （株）瀬川事務所 社長